# De tolv tavlers lov
De tolv tavlers lov (latin Lex Duodecim Tabularum) er den romerske republiks sagnomspundne forfatning og dermed også grundlaget for romerretten.
Tavlerne er ikke bevaret og der findes heller ikke noget fuldstændigt afskrift, hvorfor man må sammenstykke den af fragmenter fra forskellige romerske historikere og jurister.

## Tavlernes tilblivelse og skæbne
Den romerske historiker Titus Livius (59 f.Kr.-17 e.Kr) beskriver i sit monumentale historiske værk Ab urbe condita (Fra byens grundlæggelse), hvorledes de tolv tavlers lov blev til ad to omgange i 450 og 449 f.Kr. Lovene var det patriciske styres svar på et gammelt folkekrav om at gøre ellers hemmelig lovgivning offentlig, altså et tidligt eksempel på bevidsthed om retssikkerhed. Efter lovene var vedtaget blev de hængt op på tolv tavler i det romerske forum.
Tavlerne blev fuldstændig ødelagt under gallernes invasion af Rom i 390 f.Kr. og blev aldrig officielt genskrevet eller genopsat, hvilket måske kan undre for så vigtigt et lovsæt. Det skyldes dog muligvis, at de tolv tavler allerede på dette tidspunkt var blevet så en så integreret og underforstået del af romernes juridiske hverdag, at man ikke fandt behov for dette. De tolv tavlers lov mistede dog aldrig sin betydning som juridisk, nationalt og historisk referencepunkt.

## Tavlernes indhold
De tolv tavlers lov er i de fragmenter, vi kender, et enestående vidnesbyrd om en meget tidlig privat- og procesret og indeholder også eksempler på erstatningsret efter principper, der stadig anvendes i dag.